# Bardney
Bardney är en ort och civil parish i Storbritannien. Den ligger i grevskapet Lincolnshire och riksdelen England, i den sydöstra delen av landet, 190 km norr om huvudstaden London. Bardney ligger 16 meter över havet och antalet invånare är 1 643.
Terrängen runt Bardney är platt. Runt Bardney är det ganska tätbefolkat, med 80 invånare per kvadratkilometer. Närmaste större samhälle är Lincoln, 14,4 km väster om Bardney. Trakten runt Bardney består till största delen av jordbruksmark.